# Elie Blanc
Elie Blanc (* 1846 in Tain; † 26. Dezember 1926 in Lyon) war ein französischer Theologe, Philosoph, Lexikograf und Romanist.

## Leben und Werk
Blanc wurde 1869 zum Priester geweiht und wirkte in Valence, Poitiers und Lyon. 1877 wurde er an die neu gegründete Katholische Universität Lyon berufen, wo er später ordentlicher Professor war. Er verteidigte die scholastische Philosophie und tat sich mit begrifflich geordneten Wörterbüchern hervor.

## Werke

### Lexikografie
- Le dictionnaire logique de la langue française ou Classification naturelle et philosophique des mots, des idées et des choses, Paris/Lyon 1882
- Petit dictionnaire logique de la langue française, Paris/Bruxelles/Genève 1886
- Traité de philosophie scolastique, précédé d’un Vocabulaire de la philosophie scolastique et de la philosophie contemporaine, 3 Bde., Lyon 1889, 1893, 1909
- Dictionnaire alphabétique et analogique de la langue française à l’usage des écoles, Lyon 1892, u. d.T. Dictionnaire alphabétique et logique, Paris 1912
- Morale et sagesse pratique en proverbes, commentés d'abord dans l'ordre alphabétique et disposés ensuite méthodiquement, Lyon 1893
- Dictionnaire universel de la pensée, alphabétique, logique et encyclopédique. […]  Ouvrage spécialement destiné aux professeurs et aux écrivains, 2 Bde., Lyon 1899

### Philosophie und Theologie
- Exposé de la synthèse des sciences, Paris 1877
- Les Nouvelles Bases de la morale d’après M. Spencer, Paris 1881
- Un spiritualisme sans Dieu. Examen de la philosophie de M. Vacherot, Lyon 1885
- Théorie du libre arbitre, Lyon 1886
- La question sociale. Principes les plus nécessaires et réformes les plus urgentes, Paris 1891
- Y a-t-il une économie politique chrétienne et quels sont ses principes ? Lyon 1894
- Histoire de la philosophie et particulièrement de la philosophie contemporaine, 3 Bde., Lyon 1896
- Mélanges philosophiques (1897–1900), Lyon 1900
- Manuale philosophiae scholasticae, 2 Bde., Lyon 1901
- Le Salut social par les cités chrétiennes, Valence 1901
- Dictionnaire de philosophie ancienne, moderne et contemporaine, Paris 1906, New York 1972
- La Foi et la morale chrétiennes, exposé apologétique, Paris 1906
- La Croisade du XXe siècle. La guerre 1914–1915, Lyon 1915
- Et après la victoire ? Conditions de la paix au dehors et au-dedans, Lyon 1915
- A la lueur des éclairs. Entretiens patriotiques et religieux, Lyon 1916
- Jésus-Christ hier, aujourd’hui et toujours, ou Esquisse d’une apologie de la foi catholique par l’étude même de Notre-Seigneur Jésus-Christ, Valence 1918
- Les Quinze Mystères du Rosaire, Lyon/Paris 1921
- La Philosophie traditionnelle et scolastique, Lyon/Paris 1923
- La synthèse des connaissances humaines, Lyon/Paris 1924